# Distretto di Mendrisio
Il distretto di Mendrisio (in dialetto comasco distrett de Mendriis), anche chiamato Mendrisiotto (in comasco Mendrisiòtt), è il distretto più meridionale del Canton Ticino e dell'intera Svizzera, con capoluogo Mendrisio. Confina con il distretto di Lugano a nord e con l'Italia (Lombardia): Provincia di Como a nord-est, est e sud, Provincia di Varese a ovest. Comprende una parte del Lago di Lugano. Rappresenta una propaggine in territorio svizzero del Comasco, con il quale forma una conurbazione ininterrotta.

## Geografia fisica
Il distretto di Mendrisio comprende la parte più meridionale del Canton Ticino. Pur essendo il distretto meno esteso del Cantone, è il terzo per popolazione dopo Lugano e Locarno.
Il territorio può essere diviso in tre parti: la Valle di Muggio a est, la zona della montagna a ovest e una pianura triangolare al centro (i cui vertici si situano a Riva San Vitale, Stabio e Chiasso). Al centro di questa pianura, dove la tradizionale arteria nord-sud (Como-Lugano) incontra la via proveniente da Stabio, è situata Mendrisio, capoluogo del distretto, che si allunga fino a lambire il Lago di Lugano.
La massima elevazione del distretto è il Monte Generoso, alto 1701 m e situato sul confine con l'Italia; le altre cime le principali sono il Monte Bisbino, la cui vetta a 1325 m è in territorio italiano, ed il Monte San Giorgio, la cui vetta di 1.097 m è situata all'interno del distretto.
I principali fiumi sono il Laveggio, che bagna Mendrisio e sfocia nel Lago di Lugano; la Breggia, che scorre nella valle di Muggio e sfocia nel Lago di Como; il Gaggiolo, che bagna Meride, Arzo, Clivio e Cantello (Provincia di Varese), e Stabio, per poi attraversare la Valmorea (valle) e confluire nell'Olona.
Il 60,7% del territorio è boschivo, il 19,7% è destinato all'agricoltura, il 18,7% è occupato dagli insediamenti, mentre l'1,4% è improduttivo.

## Popolazione
Con una superficie di 100,88 km² e una popolazione di 51 183 abitanti, il Mendrisiotto è il distretto più densamente abitato del Canton Ticino: 507 abitanti a km quadrato (a fronte di una media cantonale di 126 abitanti e svizzera di 203 abitanti).
Il 77,8% della popolazione è costituita da svizzeri, mentre il 22,2% da stranieri. La religione più praticata è quella cattolica, professata dall'83,5% degli abitanti, il 3,6% appartiene alla chiesa protestante, mentre il restante 12,9% aderisce ad un'altra fede o non professa alcun credo.

## Infrastrutture e trasporti

### Strade
Il territorio del distretto è attraversato dall'autostrada A2/E35 Basilea-Chiasso che collega il nord della Svizzera con l'Italia attraverso il San Gottardo, Lugano ed il valico di Brogeda. L'autostrada ha uscite nel distretto a Mendrisio e Chiasso.

### Strade e mobilità privata
La strada principale 2 attraversa il territorio del distretto da Chiasso a Capolago, correndo parallela all'autostrada e attraversando Mendrisio. Una semiautostrada a singola carreggiata collega Mendrisio con la periferia est di Stabio; è previsto il prolungamento fino al confine italiano di Gaggiolo, da dove proseguirà per Varese.
Il Mendrisiotto ha il più alto tasso di motorizzazione del Canton Ticino, con 638 veicoli per 1 000 abitanti, a fronte di una media cantonale di 607 auto per 1 000 abitanti, già al di sopra di quella svizzera, che si ferma a 519 autoveicoli per 1 000 abitanti.

### Ferrovie
La ferrovia del Gottardo, delle Ferrovie Federali Svizzere, attraversa il territorio del distretto, con stazioni a Chiasso, Balerna, Mendrisio, Mendrisio San Martino e Capolago-Riva San Vitale. Da Capolago parte la ferrovia a cremagliera del Monte Generoso, mentre da Mendrisio partono le corse turistiche con trazione a vapore, organizzate dal Club del San Gottardo, a destinazione di Stabio, Rodero - Valmorea e Malnate, che percorrevano, inizialmente, il vecchio binario della ex ferrovia Mendrisio - Stabio - Valmorea - Castellanza, che era poi diventato solo un binario di raccordo della stazione di Mendrisio, verso la zona industriale di Stabio.
Nel 2009 si è aperto il cantiere per riutilizzare, da parte delle FFS, questa linea ferroviaria, da Mendrisio, ed estenderla fino a Varese (e da lì collegarla all'aeroporto di Milano-Malpensa). Sul versante svizzero è stato raddoppiato il tracciato ferroviario da Mendrisio a Stabio (parallelo alla linea a singolo binario attualmente utilizzata dai treni turistici per Valmorea), ed è stata posata una nuova linea (a doppio binario) da Stabio fino al confine italo-svizzero di Gaggiolo. Nel 2014 è stata inaugurata la nuova stazione di Stabio e il traffico ferroviario è stato aperto al pubblico. La tratta completa Mendrisio-Varese è stata inaugurata il 22 dicembre 2017. L'inizio del servizio regolare di linea è avvenuto il 7 gennaio 2018. Non si hanno ancora notizie certe, riguardo alla continuazione delle corse turistiche con treno a vapore, organizzate dal Club del San Gottardo.

### Navigazione
Il quartiere mendrisiense di Capolago è servito dai battelli della Società Navigazione del Lago di Lugano.

### Valichi di frontiera
Esistono 12 valichi di frontiera tra il distretto di Mendrisio e l'Italia. Partendo da est in senso orario si ha:
- Pizzamiglio/Maslianico
- Chiasso Brogeda (autostradale)
- Chiasso/Ponte Chiasso
- Pedrinate/Drezzo
- Ponte Faloppia/Crociale dei Mulini
- Novazzano/Ronago
- Brusata/Bizzarone
- Stabio/Gaggiolo
- San Pietro di Stabio/San Pietro di Clivio
- Ligornetto/Clivio Bellavista
- Arzo/Saltrio

## Sport
Il FC Chiasso ottenne il secondo posto nel campionato svizzero di calcio negli anni 1950. Attualmente milita nella Promotion League, la serie C elvetica.
La SAV Vacallo Basket ha ottenuto 4 Coppe Svizzere (1999, 2000, 2008 e 2009) e un titolo nazionale, nella stagione 2008-09.
Oltre a Calcio e Basket, vi sono ben 5 Società Federali di Ginnastica (da Sud a Nord): SFG Chiasso, SFG Morbio Inferiore, SFG Balerna, SFG Mendrisio ed SFG Stabio.
Recentemente, queste 5 Società di Ginnastica hanno creato una Società in Comune che si occupa specificamente di Ginnastica Artistica d'Èlite sia Femminile che Maschile (GAF e GAM). Questa Società specializzata (Gym Èlite Mendrisiotto) è stata riconosciuta sia dalla Associazione Cantonale Ticinese di GInnastica sia dalla Fédération suisse de gymnastique.

## Geografia antropica

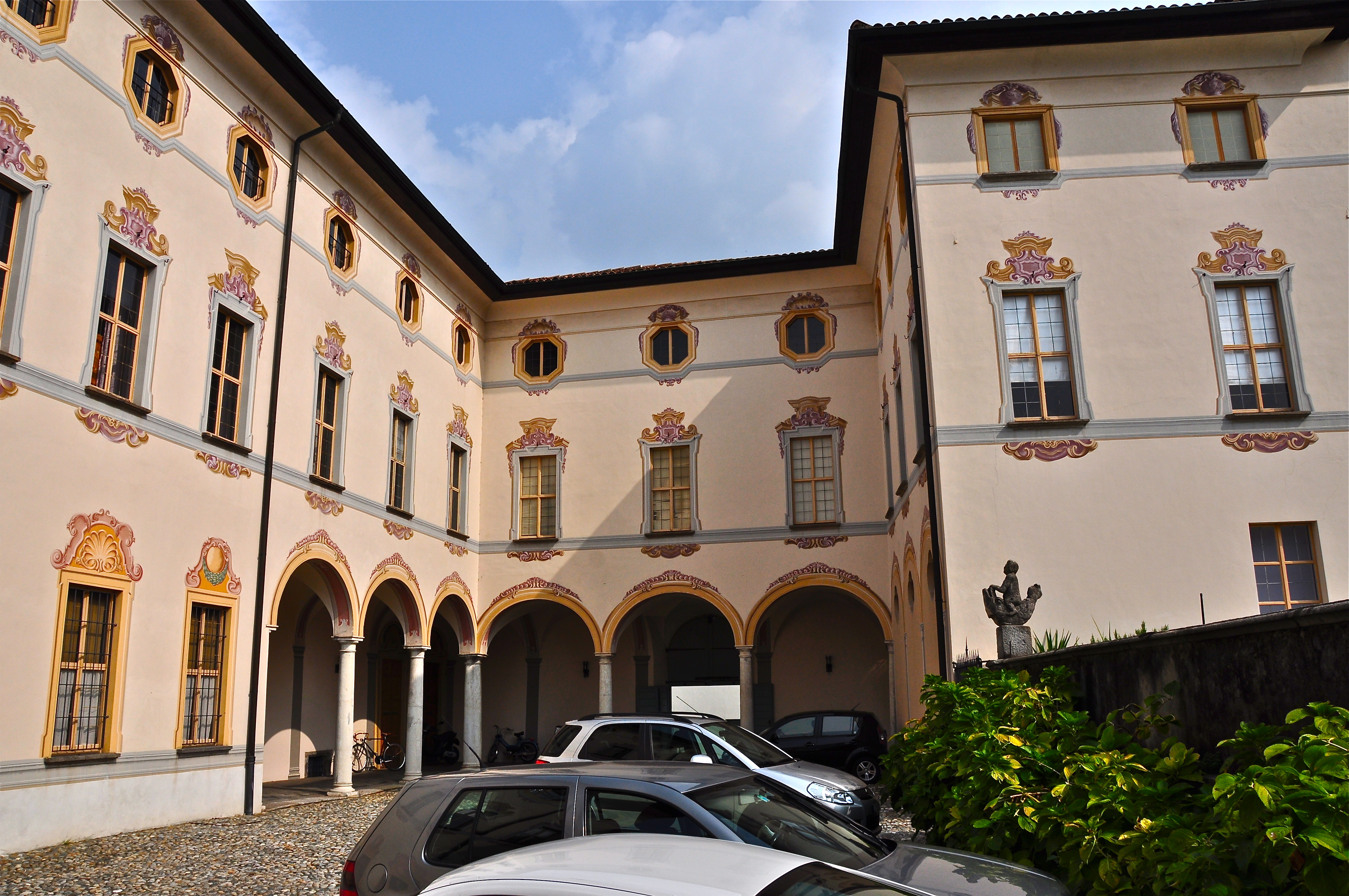
Palazzo Pollini, Mendrisio

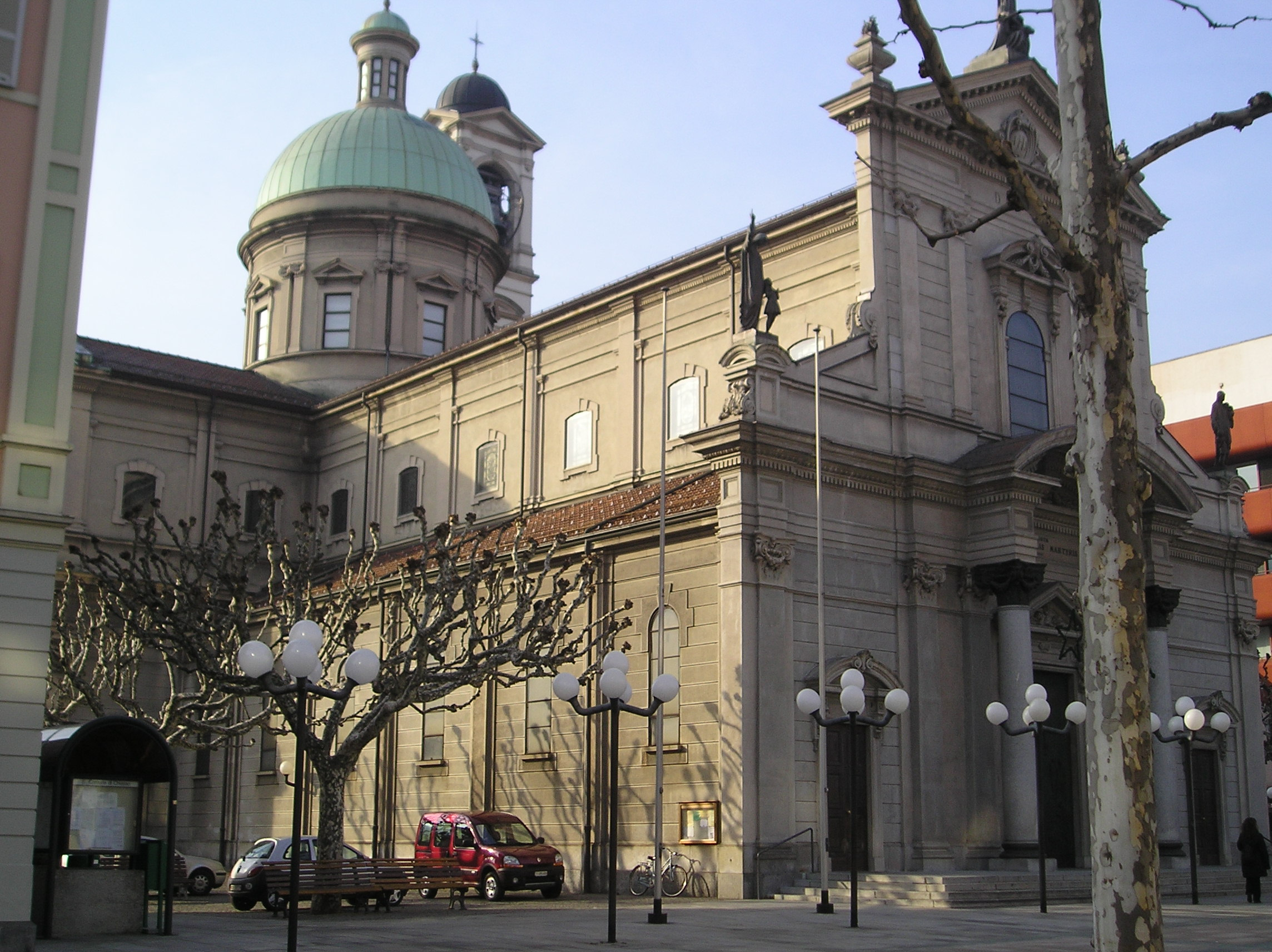
Chiesa di San Vitale, Chiasso

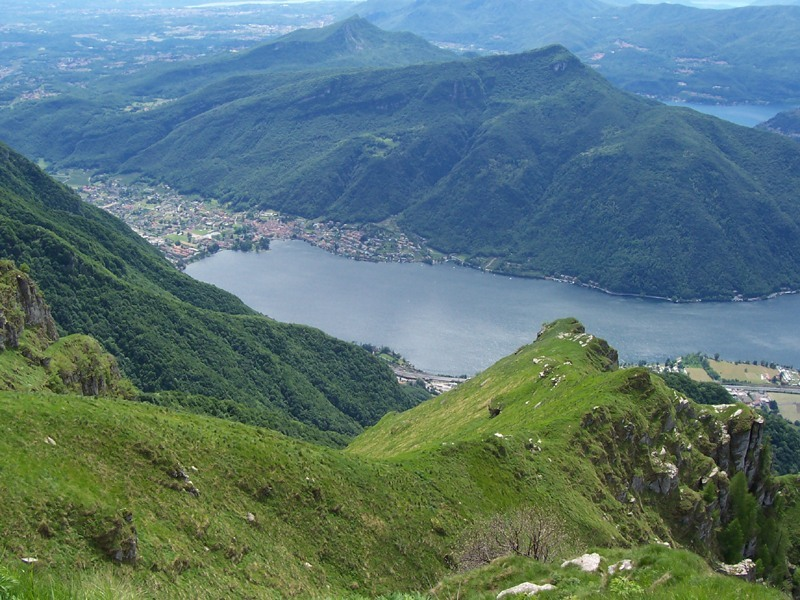
Riva San Vitale

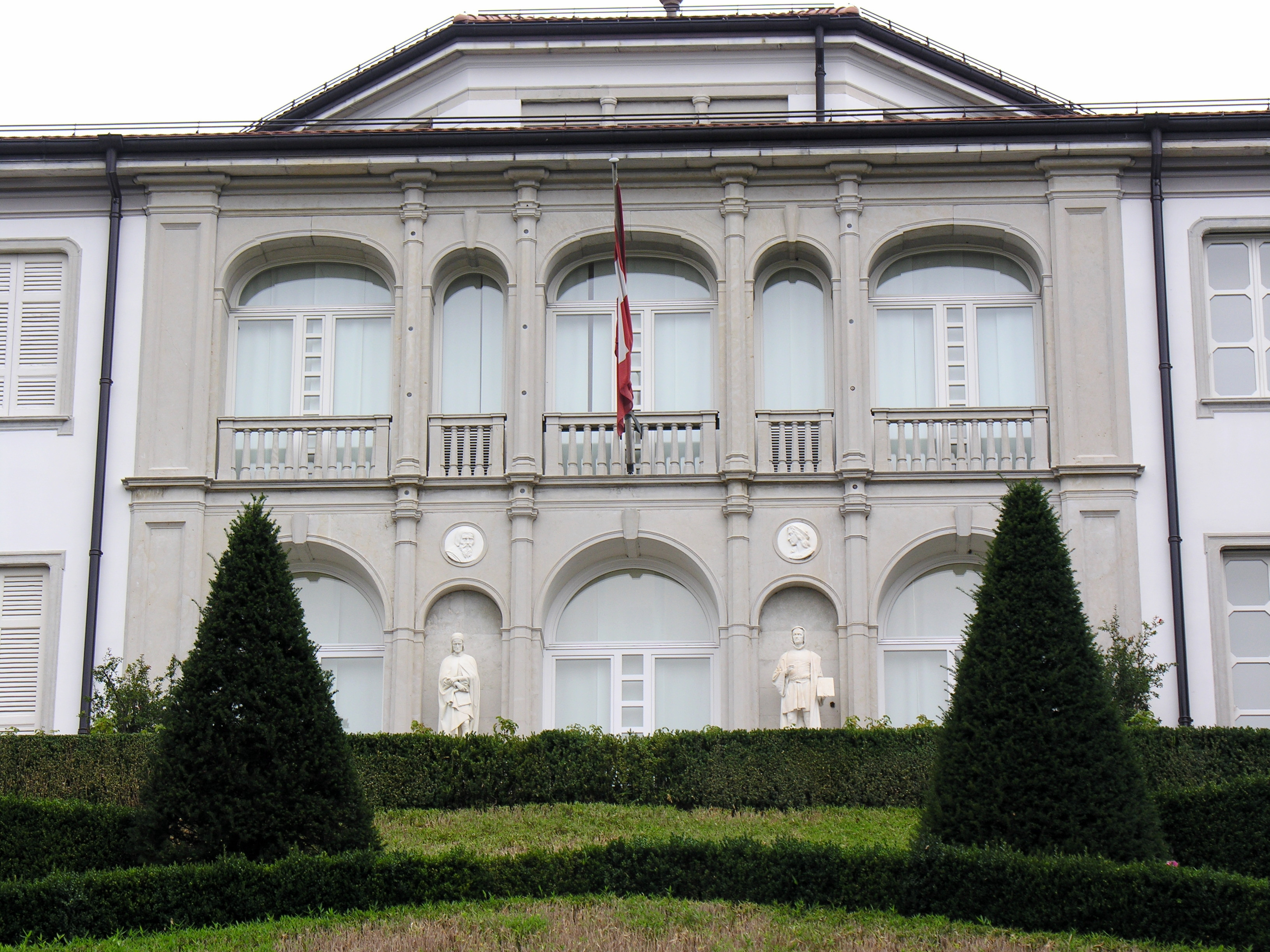
Museo Vela, Ligornetto

Il distretto di Mendrisio è diviso in 5 circoli e 11 comuni:
| Circolo di Balerna | Circolo di Balerna | Circolo di Balerna  | Circolo di Balerna |
| Stemma             | Nome del comune    | Abitanti 31-12-2016 | Superficie in km²  |
| ------------------ | ------------------ | ------------------- | ------------------ |
| Balerna            | Balerna            | 3385                | 2.6                |
| Castel San Pietro  | Castel San Pietro  | 2131                | 11.8               |
| Chiasso            | Chiasso            | 8331                | 5.3                |
| Morbio Inferiore   | Morbio Inferiore   | 4597                | 2.3                |

| Circolo di Caneggio | Circolo di Caneggio | Circolo di Caneggio | Circolo di Caneggio |
| Stemma              | Nome del comune     | Abitanti 31-12-2016 | Superficie in km²   |
| ------------------- | ------------------- | ------------------- | ------------------- |
| Breggia             | Breggia             | 2059                | 25.5                |
| Vacallo             | Vacallo             | 3407                | 1.6                 |

| Circolo di Mendrisio | Circolo di Mendrisio | Circolo di Mendrisio | Circolo di Mendrisio |
| Stemma               | Nome del comune      | Abitanti 31-12-2016  | Superficie in km²    |
| -------------------- | -------------------- | -------------------- | -------------------- |
| Coldrerio            | Coldrerio            | 2892                 | 2.5                  |
| Mendrisio            | Mendrisio            | 15110                | 32.1                 |

| Circolo di Riva San Vitale | Circolo di Riva San Vitale | Circolo di Riva San Vitale | Circolo di Riva San Vitale |
| Stemma                     | Nome del comune            | Abitanti 31-12-2016        | Superficie in km²          |
| -------------------------- | -------------------------- | -------------------------- | -------------------------- |
| Riva San Vitale            | Riva San Vitale            | 2627                       | 6.0                        |

| Circolo di Stabio | Circolo di Stabio | Circolo di Stabio   | Circolo di Stabio |
| Stemma            | Nome del comune   | Abitanti 31-12-2016 | Superficie in km² |
| ----------------- | ----------------- | ------------------- | ----------------- |
| Novazzano         | Novazzano         | 2398                | 5.2               |
| Stabio            | Stabio            | 4627                | 6.1               |

### Variazioni amministrative dal 1803

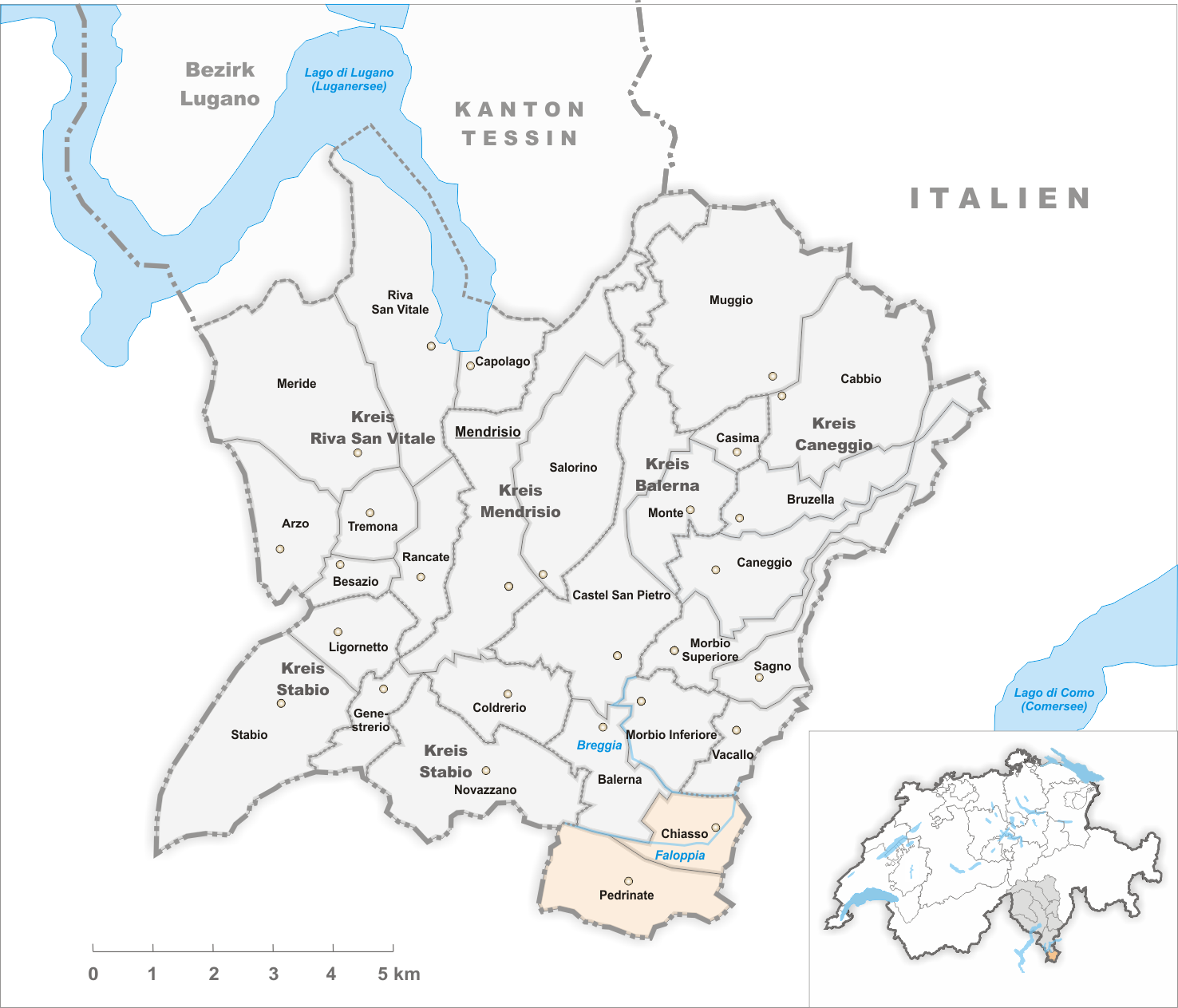
I comuni fino al 1975
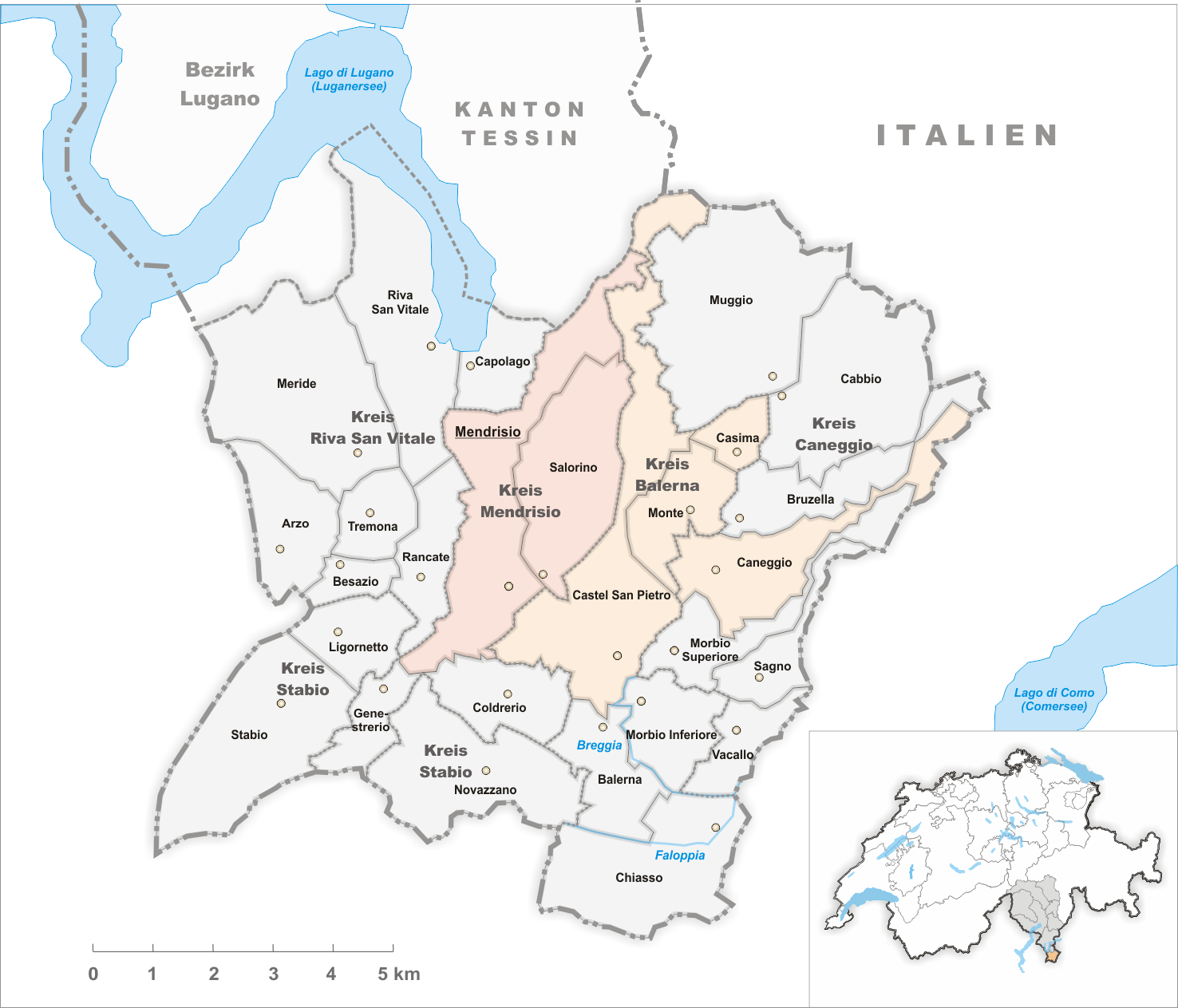
I comuni fino al 2004
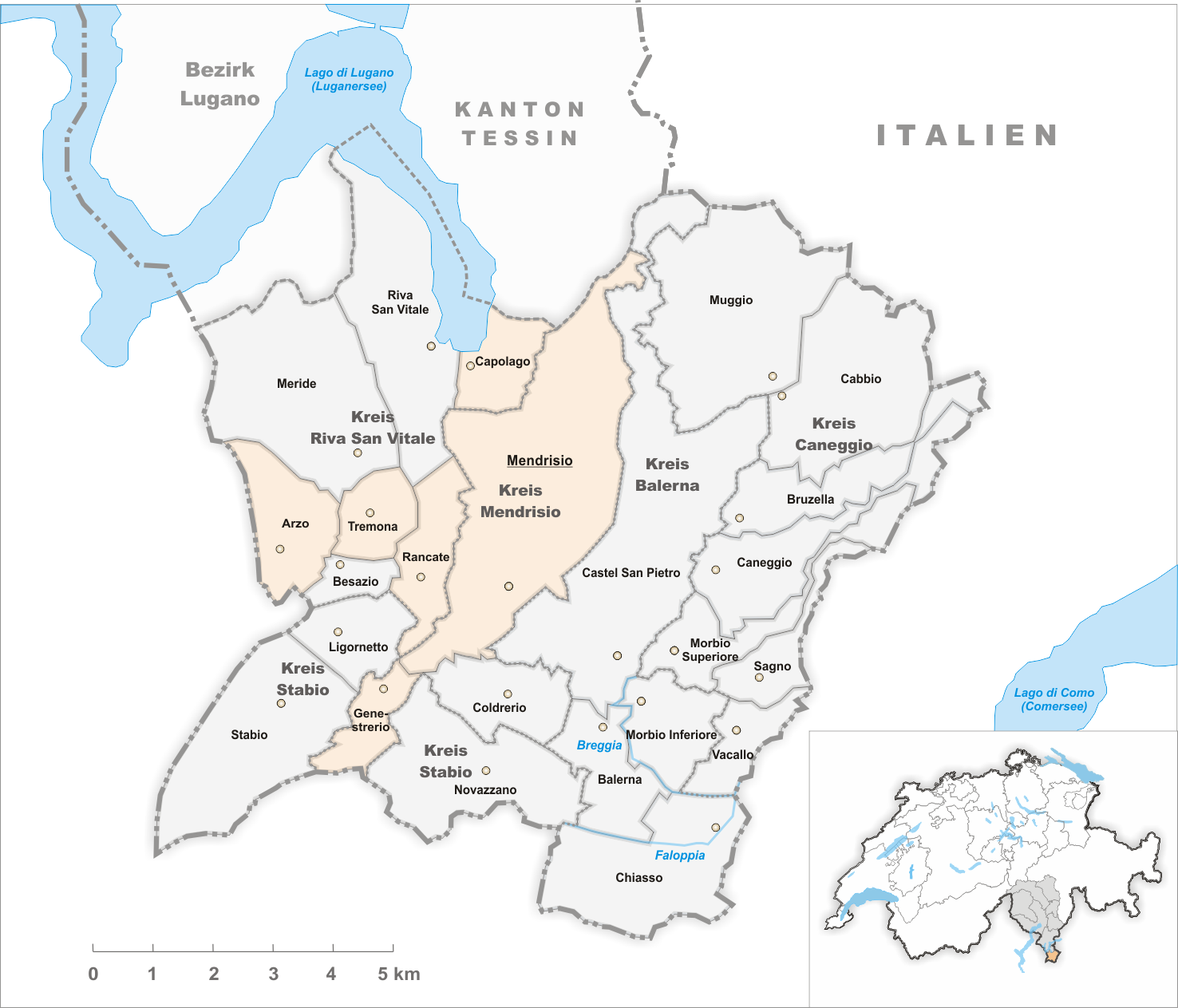
I comuni fino ad aprile 2009
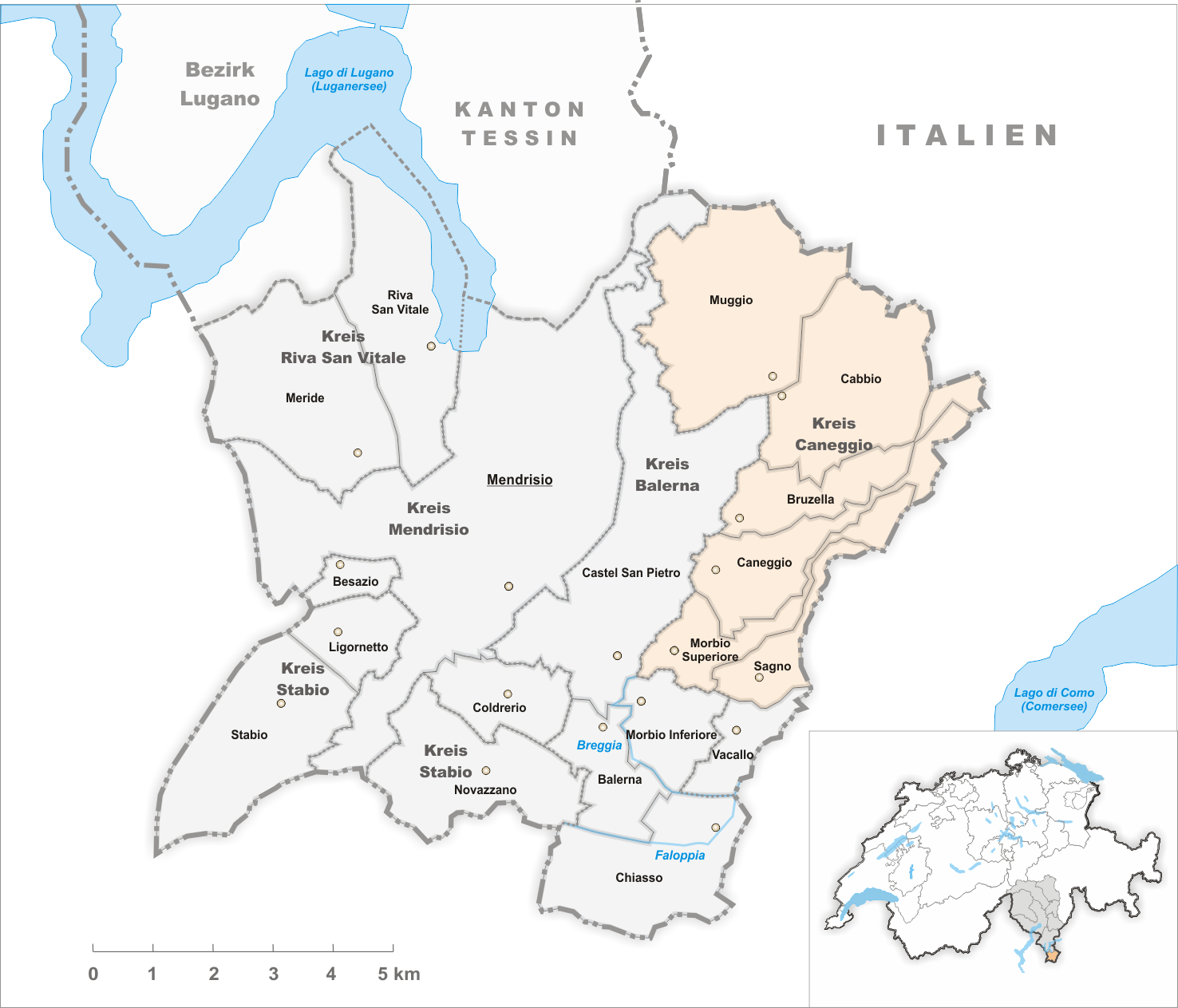
I comuni fino a ottobre 2009
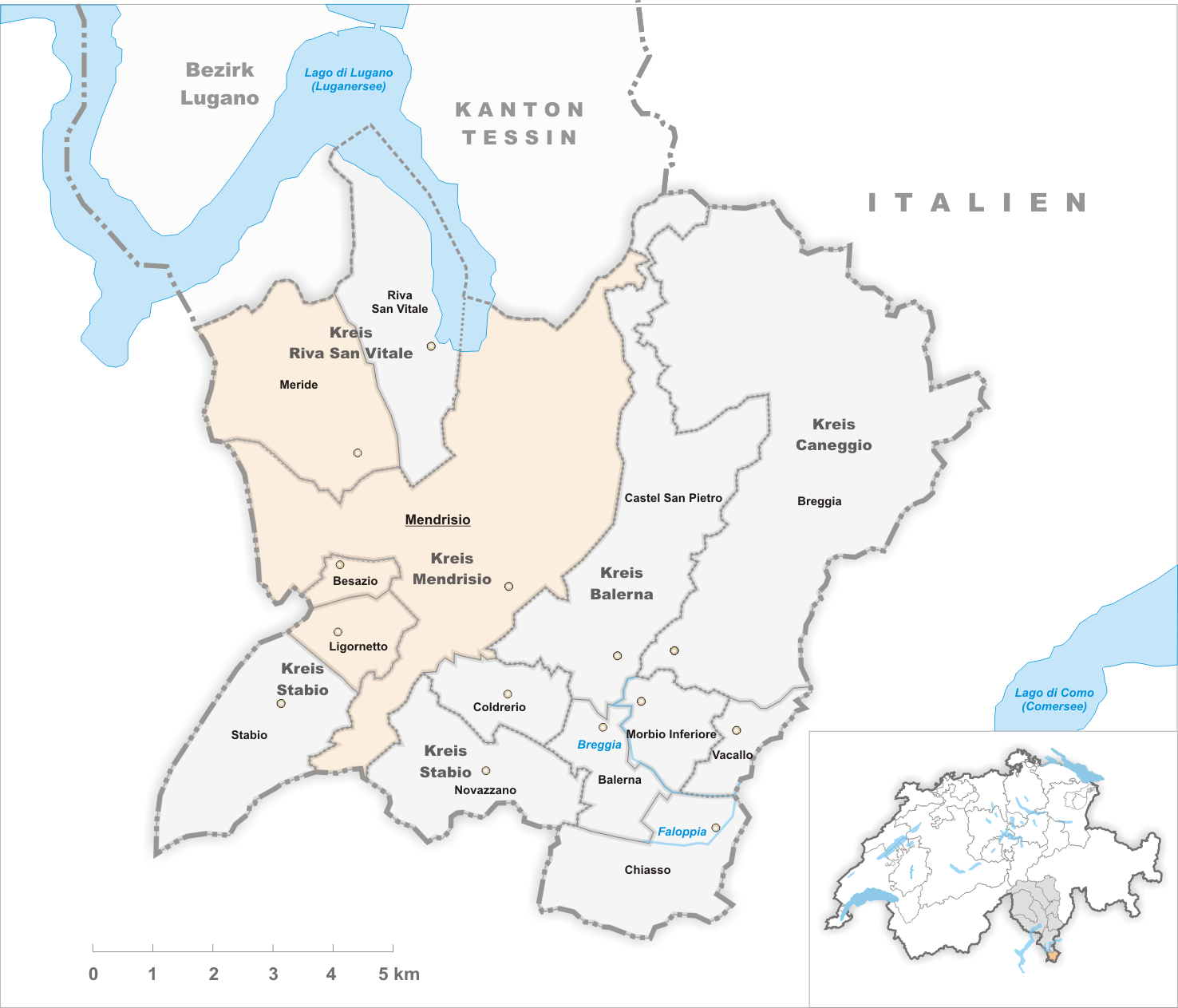
I comuni fino al 2013

- 1814: il Circolo di Riva San Vitale (comprendente i comuni e gli ex comuni di Riva San Vitale, Meride, Tremona, Arzo e Besazio) passa dal distretto di Lugano a quello di Mendrisio
- 24 novembre 1975: viene decretata l'incorporazione del comune di Pedrinate nel comune di Chiasso
- 8 ottobre 2003: viene decretata, dopo consultazione popolare, l'incorporazione del comune di Salorino nel comune di Mendrisio
- 24 novembre 2003: viene decretata, dopo consultazione popolare, l'incorporazione dei comuni di Casima e Monte e della frazione di Caneggio Campora nel comune di Castel San Pietro
- 5 aprile 2009: viene decretata, dopo consultazione popolare, l'incorporazione dei comuni di Arzo, Rancate, Tremona, Genestrerio e Capolago nel comune di Mendrisio
- 26 ottobre 2009: viene decretata, dopo consultazione popolare, l'incorporazione dei comuni di Bruzella, Cabbio, Caneggio, Morbio Superiore, Muggio e Sagno nel nuovo comune di Breggia
- 14 aprile 2013: Aggregazione nella città di Mendrisio dei comuni di Besazio, Ligornetto e Meride con decreto governativo del 24 gennaio 2012.

## Curiosità
- Gli abitanti del Mendrisiotto sono detti 'mo-mo' (o momò). Il nomignolo deriva dalla ripetizione, nel linguaggio dialettale, della parola mò (adesso).
- All'inizio del Novecento tra gli abitanti di Mendrisio cominciò a diffondersi una variante del dialetto locale, chiamato Larpa iudre. Questo dialetto veniva utilizzato per non farsi capire dalla gente che non era del posto.